# امیل ماوریس
امیل ماوریس (به آلمانی: Emil Maurice) (زاده ۱۹ ژانویه ۱۸۹۷ – مرگ ۶ فوریه ۱۹۷۲) یک نظامی آلمانی در دوره رایش سوم از سال ۱۹۲۰ تا سال ۱۹۲۱ رهبر کل اس آ بود.

## زندگی و کار با هیتلر

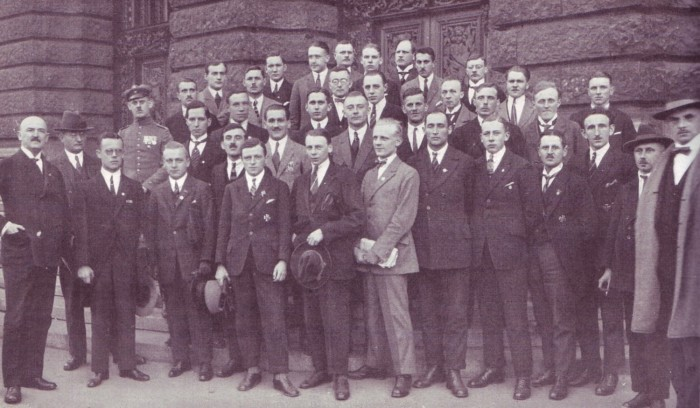
متهمان در محاکمه 40 عضو "استوسترپ آدولف هیتلر" (گروه حمله آدولف هیتلر)

ماوریس یک ساعت‌ساز و از دوستان نزدیک آدولف هیتلر بود. دوستی آن دو به سال ۱۹۱۹ در حزب کارگران آلمان بازمی‌گشت. با تأسیس اس‌آ در سال ۱۹۲۰ ماوریس اولین فرمانده آن شد.
در سال ۱۹۲۳ ماوریس به لشکر یکم زرهی اس‌اس لایب اشتاندارته اس‌اس آدولف هیتلر پیوست. این لشکر وظیفه محافظت از شخص هیتلر را در احزاب و تظاهرات‌های حزب نازی بر عهده داشت. پس از آن سال این لشکر به اشتوس‌تروپ آدولف هیتلر (نیروهای حمله آدولف هیتلر) تغییر نام داد. به جز ماوریس، ارهارد هایدن، یوزف برشتولد و یولیوس شرک نیز از اعضای این گروه بودند. در ۹ نوامبر ۱۹۲۳ این گروه در کنار اس‌آ در کودتای آبجوفروشی مشارکت داشتند. پس از شکست کودتا، ماوریس در کنار هیتلر، رودلف هس و دیگر رهبران نازی در زندان لاندسبرگ زندانی بودند. در آن زمان ماوریس در نگارش کتاب نبرد من هیتلر به وی کمک کرد. آن زمان کلیه واحدها و سازمان‌های متعلق به حزب نازی فعالیت نداشتند.
پس از رهایی هیتلر از زندان، حزب نازی دوباره فعالیت‌های خود را از سر گرفت. در سال ۱۹۲۵ هیتلر دستور داد که یک واحد حفاظتی جدید به نام شوتس‌کماندو تشکیل شود. این گروه توسط یولیوس شرک شکل گرفت و اعضای سابق اشتوس‌تروپ هم‌چون ماوریس و هایدن نیز در آن حضور داشتند. پس از مدتی این واحد به اشتورم‌اشتافل تغییر نام داد و در نهایت نام شوتزشتافل (اس‌اس) را گرفت. هیتلر عضو شماره یک اس‌اس و ماوریس عضو شماره دو آن بود. پس از آن ماوریس راننده شخصی هیتلر شد. اما با گلی راوبال خواهرزاده هیتلر مکرراً رابطه داشت و به همین دلیل از کار خود اخراج شد.
با سازماندهی دوباره اس‌اس در سال ۱۹۳۲ ماوریس افسر ارشد در اس‌اس شد و به سرعت به درجه اس‌اس-اوبرفورر ارتقا یافت. با اینکه وی دومین عضو اس‌اس بود اما هیچ‌گاه به درجه بالای فرماندهی در اس‌اس نرسید. در حالی که هاینریش هیملر بزرگ‌ترین و معروفترین رهبر اس‌اس ۱۶۸مین عضو آن بود.

## درگیری با هیملر بر سر یهودی‌تبار بودن
هنگامی‌که هیملر به رهبری اس‌اس رسید، ماوریس با قوانین خلوص نژادی هیملر در اس‌اس به مشکل برخورد. هیملر بیان کرد: «بدون پرسش… ماوریس بر طبق فهرست آبا و اجدادی‌اش آریایی نیست». کلیه افسران اس‌اس بایستی اثبات می‌کردند که تا سال ۱۷۵۰ از خلوص نژاد آریایی برخوردارند. در حالی که پدر پدربزرگ ماوریس، چارلز ماوریس شوارتزنبرگر بنیان‌گذار تئاتر تالیا در شهر هامبورگ، یک یهودی بود.
هیملر می‌گفت که ماوریس و تمامی اعضای خانواده‌اش باید از اس‌اس بیرون انداخته شوند. در حالی که هیتلر پای دوست قدیمی‌اش ماند. در نامه‌ای محرمانه به تاریخ ۳۱ اوت ۱۹۳۵ هیتلر هیملر را وادار می‌کند که برای ماوریس و برادرش استثنا قایل شود. آن‌ها به‌طور غیررسمی آریایی افتخاری شناخته شدند و اجازه یافتند تا در اس‌اس بمانند.

## ادامه زندگی
در سال ۱۹۳۶ نماینده لایپزیگ در رایشتاگ شد و در سال ۱۹۳۷ به مقام ریاست اتاق بازرگانی مونیخ رسید.
از ۱۹۴۰ تا ۱۹۴۲ در لوفت‌وافه به عنوان افسر خدمت کرد. پس از جنگ جهانی دوم و در سال ۱۹۴۸ به چهار سال زندان با اعمال شاقه محکوم شد. وی در ۶ فوریه ۱۹۷۲ درگذشت.